# Pleurocera acuta
Pleurocera acuta är en snäckart som beskrevs av Rafinesque 1831. Pleurocera acuta ingår i släktet Pleurocera och familjen Pleuroceridae. Inga underarter finns listade i Catalogue of Life.